# Michele Navarra
Pour les articles homonymes, voir Navarra.
Michele Navarra (5 janvier 1905 - 2 août 1958) fut un membre important de la mafia sicilienne, la Cosa Nostra. C'était un médecin qualifié qui fut le parrain du canton (mandamento) de Corleone de 1943 à 1958. Son surnom était « U Patri Nostru » (« Notre Père » en dialecte sicilien). 

## Enfance et famille
Michele Navarra venait d'une famille d'une classe moyenne assez aisée. Son père était enseignant et un petit propriétaire terrien. Il fréquentait l'élite locale et politique de sa ville, Corleone. Michele est devenu médecin, diplômé de médecine et de chirurgie en 1929. Il possédait une partie de la forêt voisine de Ficuzza, un endroit parfait pour se cacher, pour transformer le bétail volé en quartiers de viande et l'envoyer à Palerme pour le marché des grossistes. La famille de son père n'avait pas d'antécédents avec la mafia. Toutefois, le Dr Navarra était lié à la famille Riela, dont certains membres faisaient partie de la famille (cosca) de Corleone. De plus, sa tante maternelle a épousé le boss Angelo Gagliano, premier chef mafieux historique de Corleone. Après la médecine, Navarra devient militaire jusqu'en 1942, atteignant le grade de capitaine. Il est devenu le chef de la famille (capocosca) en 1943, succédant à Calogero Lo Bue. 
Navarra est un mafieux à l'ancienne mode : distingué, bien habillé mais féroce. Il n'assassine pas lui-même les gens mais délègue le travail. À sa prise de fonction de capofamiglia, de 1944 à 1948, il y eut 57 meurtres à Corleone.

## Règne en tant que parrain de la famille Corleone
Michele Navarra a su exploiter sa position respectée de parrain et celle que son éducation lui a donnée. En 1943, lors du débarquement des Alliés en Sicile, il obtint la permission de réutiliser les véhicules militaires abandonnés. Ce qui lui permit de monter une société de transport, en 1947, à l'échelle de la Sicile, fort utile pour ses opérations clandestines. Cette entreprise appelée INT était gérée par un de ses frères et sera reprise par la région sicilienne au sein de l'AST (Azienda Siciliana Trasporti). Ambitieux, il décide de s'emparer de l'hôpital de Corleone en éliminant le précédent administrateur de l'hôpital, le Dr Nicolosi, en 1946. Celui-ci sera assassiné par des inconnus. Navarra a aussi éliminé le chef du mouvement paysan pour la réforme agraire, Placido Rizzotto, qui était une menace pour la Cosa Nostra.
Mais un berger âgé de 11 ans, Giuseppe Letizia, fut témoin de l'assassinat, commis de nuit et au fusil de chasse par deux hommes. Extrêmement choqué, il était dans un état d'agitation extrême. Dans l'impossibilité de le calmer, les policiers l'emmenèrent à l'hôpital de Corleone. Navarra prit en charge le garçon et décida de lui administrer un sédatif. Le garçon décéda peu de temps après. Navarra et son lieutenant, Luciano Liggio, furent soupçonnés de sa mort. Liggio s'enfuit, Navarra fut lui arrêté et envoyé en exil. Mais il acheta rapidement les autorités pour pouvoir revenir à Corleone. 
Resté à l'écart du Parti national fasciste, Michele Navarra soutient le mouvement indépendantiste sicilien dès 1943, comme les principaux chefs mafieux de l'île, profitant de cette adhésion pour renforcer ses liens avec les chefs de la province de Caltanissetta et de celle de Palerme (Calogero Vizzini, Giuseppe Genco Russo, Vanni Sacco...) et leur appui. Après la fin de MIS, il adhère au Parti libéral italien en 1948, comme d'autres parrains et de grands propriétaires fonciers de la région. Il rejoint la Démocratie chrétienne à partir de 1951, mettant en place un système d'appui électoral des candidats contre faveurs. 
La famille (cosca) Corleone avait de multiples activités comme l'embauche de travailleurs, le racket et toutes sortes de crimes. Son chef utilisait tous les moyens d'intimidation pour accroître le profit de leur activité.

## Assassinat
Alors que l'influence de Luciano Liggio augmentait, notamment en recrutant des « soldats » (picciotti),  Navarra et lui se brouillèrent. Navarra essaya de le tuer, mais échoua. Liggio se vengea. Navarra est assassiné le 2 août 1958, alors qu'il rentrait d'une ville voisine de Corleone. Lors de son assassinat, 124 balles furent tirées à la mitraillette et au pistolet automatique dont 92 se logèrent dans son corps. Son chauffeur et son garde du corps furent également tués. Lors de la vendetta qui suivit, les mafiosi n'hésitèrent pas à se tirer dessus en pleine rue. Au moment de sa mort, Michele Navarra cumulait les fonctions de médecin-chirurgien attitré des chemins de fer italiens, de directeur de l'hôpital Dei Bianchi de Corleone et de président de la coopérative des agriculteurs et des caisses maladie et des mutuelles des villages de Corleone, Misilmeri, Bolognetta et Lercara. Ses tueurs sont supposés être Bernardo Provenzano et Salvatore "Toto" Riina.